# Ave Maria (Brahms)

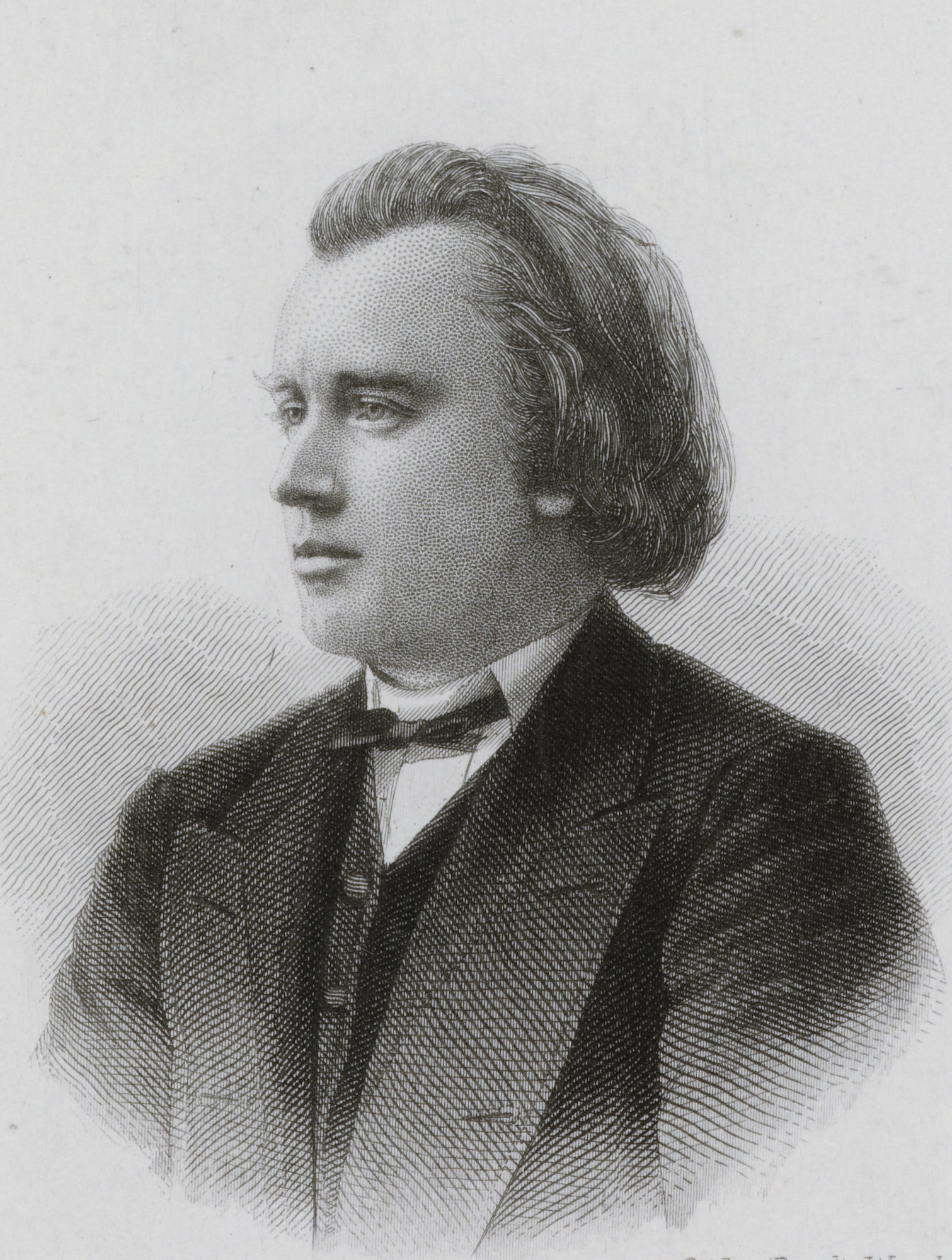
Johannes Brahms (1860)

Das Ave Maria op. 12 ist eine geistliche Komposition für vierstimmigen Frauenchor mit Orgel, alternativ auch mit Orchesterbegleitung, von Johannes Brahms (1833–1897). Das Werk entstand wahrscheinlich 1858 und wurde 1859 in Hamburg uraufgeführt.

## Entstehung
Das Ave Maria op. 12 komponierte Johannes Brahms wahrscheinlich 1858 in Göttingen. Die früheste nachweisbare Aufführung mit Orgelbegleitung fand am 6. Juni 1859 in Hamburg statt. Am 2. Dezember 1859 wurde es – nun mit Orchesterbegleitung – erneut in Hamburg aufgeführt, gemeinsam mit dem Begräbnisgesang, wobei Brahms selbst den Hamburger Frauenchor im Wörmerschen Saal des Hamburger Conventgartens leitete. Die Drucklegung erfolgte im Dezember 1860 oder Januar 1861 im Verlag Rieter-Biedermann.

## Text
Das Ave Maria von Johannes Brahms verwendet den lateinischen Text des verbreiteten und oft vertonten Gebets Ave Maria, der mit Zitaten aus dem Lukasevangelium (Lk 1,28  und Lk 1,42 ) beginnt. Der nicht biblische zweite Teil, die Bitte um Beistand, ist allerdings auf den knappen Ruf „Sancta Maria, ora pro nobis“ verkürzt.

## Besetzung und Charakterisierung
Die Komposition verlangt vierstimmigen Frauenchor (SSAA) mit Orgelbegleitung. Daneben existiert auch eine Fassung mit Orchesterbegleitung (2 Flöten, 2 Oboen, 2 Klarinetten in B, 2 Fagotte, 2 Hörner in F und Streicher).
Das nur etwa vierminütige Werk trägt die Tempobezeichnung Andante und steht in F-Dur. Es ist sowohl formal (A/A'–B–A") wie textlich dreiteilig. Der erste Teil beginnt mit wiegender Melodik und antiphonaler Choraufteilung und gilt dem Gruß „Ave Maria, gratia plena“. Der zweite Teil mit der Lobpreisung „Benedicta tu“ bietet bewegtere Begleitung, während im dritten Teil („Sancta Maria, ora pro nobis“) der erste Teil melodisch in die Begleitung verlegt wird und der Chor dynamisch gesteigert die Fürbitte vorträgt.
Karl Geiringer weist dem volkstümlich italianisierenden Werk eher Studiencharakter zu und beschreibt es als „von zarter, ein wenig unpersönlicher Lieblichkeit erfüllt“, mit jedoch bereits charakteristischen Stellen, etwa einer eigentümlichen harmonischen Trübung kurz vor Schluss.